# Sergei Anatoljewitsch Babkow
Sergei Anatoljewitsch Babkow (russisch Сергей Анатольевич Бабков; * 5. Juni 1967 in Bijsk (Sowjetunion); † 21. August 2023) war ein russischer Basketballtrainer und ehemaliger -spieler, der als russischer Nationalspieler zweifacher Vizeweltmeister wurde und zwei Medaillen bei Basketball-Europameisterschaften gewann. Von 2004 an war er selbst anderthalb Jahre Nationaltrainer der russischen Auswahl. Zuvor war er unter anderem auch von 1992 bis 1994 in der deutschen Basketball-Bundesliga beim TV Germania aus Trier als Spieler aktiv.

## Karriere als Spieler

### Vereine
Babkow war zunächst nur für Vereine aus seiner Heimat im asiatischen Teil Russlands aktiv. 1992 folgte er dann dem russischen Nationaltrainer Juri Selikhow zum deutschen Verein TVG Trier und spielte zusammen mit dem bereits ein Jahr zuvor nach Trier gewechselten sowjetisch-ukrainischen Ex-Weltmeister Alexander Belostenny zwei Jahre in der BBL. 1994 endete diese Zusammenarbeit, als Belostenny seine Karriere beendete und in Trier blieb, während Selikhow in die russische Heimat zurückkehrte und Babkow in die spanische Liga ACB weiterzog, wo auch Belostenny bis 1991 ein Jahr aktiv gewesen war. Babkow spielte von 1994 in Málaga und gewann gleich im ersten Jahr die Vizemeisterschaft bei der Play-off-Finalserienniederlage gegen den FC Barcelona, was das weiteste Vordringen des andalusischen Vereins auf nationaler Ebene bis zum damaligen Zeitpunkt darstellte. An diesen Erfolg konnte man in den folgenden Spielzeiten zunächst nicht mehr anknüpfen und Babkow wechselte 1999 noch einmal innerhalb der spanischen Liga zum katalanischen Konkurrenten Joventut aus Badalona, der sich aber nicht für die Play-offs um die Meisterschaft qualifizieren konnte. Babkow ließ darauf seine Spielerkarriere in seiner südwestsibirischen Heimat bei Lokomotiw aus Nowosibirsk ausklingen.

### Nationalmannschaft
Babkow gehörte unter den Nationaltrainern Selikhow und Sergei Below fest zum Stamm der russischen Nationalmannschaft. Seine erste Endrunde war die EM 1993, welche zugleich die erste Meisterschaft war, wo alle Nachfolgestaaten der zuvor in den 70er und 80er Jahren dominierenden Ostblockstaaten Jugoslawien und Sowjetunion getrennt antraten. Russland kämpfte sich bis ins Finale vor, wo man dem Gastgeber Deutschland in den Schlusssekunden unterlag und die Silbermedaille errang. Bei der WM 1994 ließ man alle anderen europäischen Mannschaften hinter sich und musste sich nur den dominierenden Vereinigten Staaten geschlagen geben, die wie bei Olympia 1992 erstmals bei einer Weltmeisterschaft mit NBA-Profis antraten. Bei der folgenden EM 1995 enttäuschte man mit dem siebten Platz nach einer Viertelfinalniederlage gegen den regionalen Rivalen Litauen. In der Platzierungsrunde war man auch Italien unterlegen, die sich für Russland in der Folge zu einem Angstgegner bei Europameisterschaften entwickeln sollten. Als weitere Folge konnte man sich nicht für die Olympischen Spiele 1996 qualifizieren.
Bei der folgenden EM 1997 gelang ein weiterer Medaillengewinn. Nachdem man im Viertelfinale Gastgeber Spanien eliminiert hatte, verlor man im Halbfinale gegen die bis dahin unbesiegten Italiener. Im Spiel um Platz 3 revanchierte man sich für die Vorrundenniederlage gegen Griechenland analog zum Finale, wo Titelgewinner Bundesrepublik Jugoslawien die Vorrundenniederlage gegen Italien wettmachen konnte. Bei der nachfolgenden WM 1998 traten die Vereinigten Staaten infolge eines Lockouts weitgehend ohne NBA-Profis an und konnten im Halbfinale in einer Finalrevanche für 1994 durch Russland besiegt werden. Im Finale selbst konnte man sich dann nicht für die Vorrundenniederlage nach Verlängerung gegen Jugoslawien revanchieren und verlor gegen diesen Gegner nach einer Halbzeitführung am Ende knapp mit zwei Punkten.
Die EM 1999 verlief eher enttäuschend, als man sich im Viertelfinale gegen den späteren Titelträger Italien aus dem Kampf um die Medaillen verabschiedete. Nach einem Sieg über Deutschland in der Platzierungsrunde verlor man das Spiel um den fünften Platz gegen den Rivalen Litauen deutlich. Russland gelang zwar die Olympiaqualifikation, aber Babkow nahm unter dem neuen Nationaltrainer Stanislav Eremin nicht an Olympia 2000 teil und blieb damit ohne Olympiateilnahme in seiner Karriere.

## Karriere als Trainer
2003 wurde er schließlich für zwei Jahre Cheftrainer bei Lokomotive. Im März 2004 übernahm er zusätzlich das Amt des Cheftrainers der russischen Nationalmannschaft, die ein weiteres Mal nach 1996 die Olympiaqualifikation verpasst hatte. Bei der EM 2005 verabschiedete man sich im Viertelfinale gegen den späteren Titelträger Griechenland vom Kampf um die Medaillen und verlor auch die Platzierungsspiele gegen den regionalen Rivalen Litauen sowie gegen Kroatien. Die Qualifikation für die WM 2006 wurde verpasst und Babkow trat von seinem Amt als Nationaltrainer wieder zurück. Im Anschluss war er für drei Jahre Trainer von Spartak Primorje aus dem ostsibirischen Wladiwostok an der Pazifikküste. Nachdem er auch dieses Amt 2009 niederlegte, kehrte er als Sportdirektor zu Lokomotive in Nowosibirsk zurück.